# Prince Asubonteng
Prince Asubonteng (Kumasi, 3 juni 1986) is een Belgische voetballer van Ghanese afkomst die speelt bij Dessel Sport. 
Asubonteng begon zijn carrière bij Germinal Beerschot in België, waar hij al op 16-jarige leeftijd debuteerde in het eerste elftal. Hij bleef daar uiteindelijk tot medio 2006 en verkaste dan naar Spanje, waar hij ging spelen voor Racing Ferrol. Begin 2008 vertrok hij alweer naar CD Baza. Door aanpassingsproblemen en blessures werd zijn avontuur in Spanje geen succes.
In de zomer van 2008 vroeg hij aan Marc Brys, zijn oude trainer bij Germinal Beerschot, of hij mee mocht trainen met diens nieuwe club FC Eindhoven. Na een aantal weken mee te hebben gedraaid, ondertekende Asubonteng een contract voor twee jaar bij de club uit Eindhoven. In 2010 vertrok Asubonteng naar de Belgische derdeklasser Dessel Sport. Twee jaar later promoveerde hij met deze naar Tweede Klasse.

## Carrière
| 2002/03                                | Germinal Beerschot                     | 2   | 0 |   |   |   |   |   |   |
| 2003/04                                | Germinal Beerschot                     | 17  | 1 |   |   |   |   |   |   |
| 2004/05                                | Germinal Beerschot                     | 9   | 0 |   |   |   |   |   |   |
| 2005/06                                | Germinal Beerschot                     | 8   | 0 |   |   |   |   |   |   |
| 2006/07                                | Racing Ferrol                          | 14  | 2 |   |   |   |   |   |   |
| 2007/08                                | Racing Ferrol                          | 6   | 0 |   |   |   |   |   |   |
| 2007/08                                | CD Baza                                | 9   | 0 |   |   |   |   |   |   |
| 2008/09                                | FC Eindhoven                           | 36  | 2 |   |   |   |   |   |   |
| 2009/10                                | FC Eindhoven                           | 14  | 1 |   |   |   |   |   |   |
| Totaal Laatst bijgewerkt: 23 juli 2010 | Totaal Laatst bijgewerkt: 23 juli 2010 | 115 | 6 | 6 | 6 | 6 | 6 | 6 | 6 |